# Juan Pedro Juárez Meléndez

Bischofswappen von Juan Pedro Juárez Meléndez

Juan Pedro Juárez Meléndez (* 26. Juni 1951 in San Pedro Tlalcuapán, Bundesstaat Tlaxcala) ist ein mexikanischer Geistlicher und römisch-katholischer Bischof von Tula.

## Leben
Juan Pedro Juárez Meléndez besuchte das Kleine Seminar in Tlaxcala. Anschließend studierte er Philosophie und Katholische Theologie am Priesterseminar in Tlaxcala. Am 9. August 1975 empfing er das Sakrament der Priesterweihe für das Bistum Tlaxcala. Danach setzte er seine Studien an der Päpstlichen Universität Gregoriana in Rom fort, an der er 1977 ein Lizenziat im Fach Kanonisches Recht erwarb.
Nach der Rückkehr in seine Heimat war Juárez Meléndez als Spiritual am Kleinen Seminar in Tlaxcala, als Assessor der katholischen Jugendbewegung und als Notar im Seligsprechungsprozess für die Märtyrer von Tlaxcala tätig, bevor er 1978 Vizerektor des Kleinen Seminars wurde. Von 1983 bis 1986 fungierte er als Regens des Priesterseminars in Tlaxcala. 1986 wurde Juárez Meléndez Generalvikar des Bistums Tlaxcala. Von 1989 bis 1991 leitete er das vakante Bistum Tlaxcala als Diözesanadministrator. Anschließend wirkte er erneut als Generalvikar. Darüber hinaus gehörte er bereits ab 1985 dem Rat für die Priesterfortbildung und dem Konsultorenkollegium des Bistums an.
Am 12. Oktober 2006 ernannte ihn Papst Benedikt XVI. zum Bischof von Tula. Der Bischof von Tlaxcala, Jacinto Guerrero Torres, spendete ihm am 26. November desselben Jahres in Ixmiquilpan die Bischofsweihe; Mitkonsekratoren waren der Erzbischof von Puebla de los Ángeles, Rosendo Huesca Pacheco, und der Weihbischof in Morelia, Octavio Villegas Aguilar. Juárez Meléndez wählte den Wahlspruch Iglesia discípula y misionera („Eine nachfolgende und missionarische Kirche“).
Seit dem 3. Juli 2024 ist Juárez Meléndez zudem Apostolischer Administrator des vakanten Bistums Atlacomulco.
In der Mexikanischen Bischofskonferenz gehörte Juárez Meléndez von 2018 bis 2021 als Vertreter der Region Hidalgo dem ständigen Rat an. Danach wurde er Präsident des Rates für Rechtsfragen und stellvertretendes Mitglied für die Region Hidalgo im ständigen Rat der Bischofskonferenz.